# Fernando López Azorín
Fernando López Azorín (Yecla, 1954)  es un historiador, profesor y farmacéutico español.

## Biografía
Nacido en 1954 en la ciudad murciana de Yecla, ha desarrollado su labor profesional como farmacéutico especialista de análisis clínicos en los hospitales de Albacete, Orihuela y Virgen de la Arrixaca de Murcia. Es doctor en Farmacia y miembro de número de la Academia de Farmacia Santa María de España de la Región de Murcia, donde ha ejercido como académico bibliotecario. También ha impartido docencia en la Facultad de Farmacia y en la Facultad de Medicina de la UCAM. Investigador e historiador de la ciencia, es autor de títulos como Yecla y el padre Lasalde (1994), un estudio sobre la obra del escolapio Carlos Lasalde Nombela (1841-1906), profesor del Colegio de Escuelas Pías de Yecla, latinista, historiador y arqueólogo; Murcia y sus científicos en la Real Sociedad Española de Historia Natural (1871-1940) (2012), publicada por la Fundación Séneca, en la que el autor realiza una biografía de veintisiete científicos nacidos en Murcia o que trabajaron en la región, y Naturaleza, medio ambiente y repoblación forestal en la Región de Murcia. Ingenieros de montes en Sierra Espuña (1879-1936) (2021), que recorre cerca de sesenta años de la repoblación forestal en la Región de Murcia (1879-1936), durante la Restauración y la Segunda República.